# I. Mánuel portugál király
I. Mánuel portugál király (Nagy, Szerencsés) (Alcochete, 1469. május 31. – Lisszabon, 1521. december 13.); uralkodott 1495-től 1521-ig; a középkori Portugália legsikeresebb királya; az Avis-házból származott.

## Származása
Édesapja Ferdinánd (1433. november 17. – 1470. szeptember 18.), Viseu második hercege és Beja első hercege, 6º Condestável de Portugal. Ferdinánd herceg I. Ékesszóló Eduárd (1391 – 1438) királynak a fia; I. Jó János (1357 – 1433) királynak, az Avis-ház alapítójának, az unokája, és V. Afrikai Alfonz (1432 – 1481) királynak az öccse. I. Mánuel édesanyja (Ferdinánd herceg felesége) Beatrix (1430 – 1506) hercegné volt, János portugál infáns (1400-1442)  (I. János királynak – házasságából született – ötödik fia, 3º Condestável de Portugal), és felesége, Bragança Izabella hercegné (1402-1465) leánya.

## Élete és uralkodása

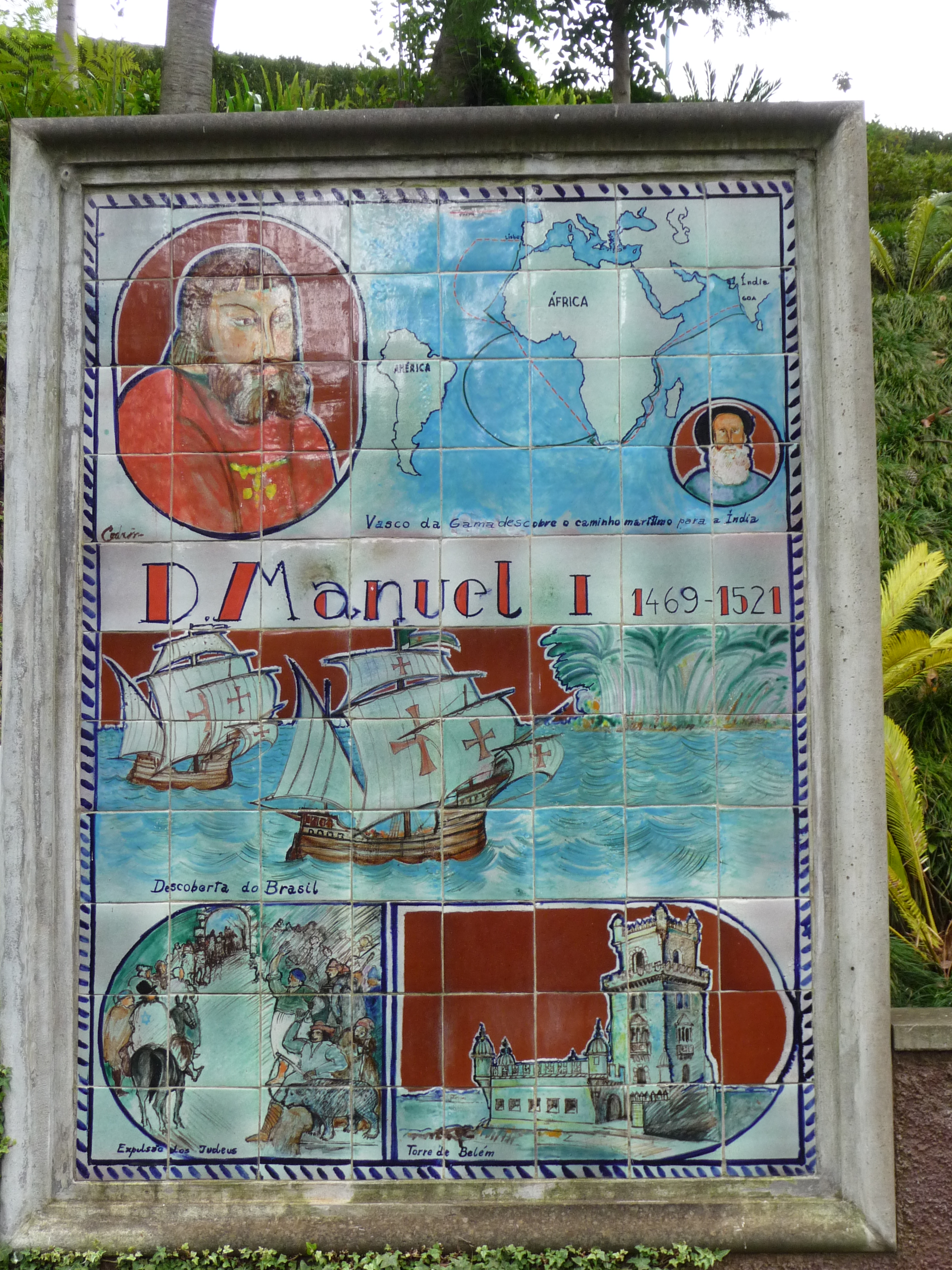
Szerencsés Mánuel uralkodásának fontosabb eseményei – azulejo
1. Vasco da Gama eléri Indiát a tengerről,
2. Brazília felfedezése,
3. A zsidók kiűzése,
4. a Belém-torony felépítése

Mánuel herceg távol tartotta magát az apai nagybátyja, II. Tökéletes János (1455 – 1495) király elleni, főúri mozgolódásoktól. Egy összetűzés során a király Mánuel bátyját, Diogo (Jakab) herceget (Viseu negyedik hercege és Beja harmadik hercege) 1484-ben leszúrta. Bátyja halála után Mánuel lett Viseu ötödik hercege és Beja negyedik hercege. Mánuel és Diogo a sógorai is voltak a királynak, mert testvérük, Eleonóra (1458 – 1525), II. János felesége volt.
II. János törvényes fia, Alfonz infáns, még 1491-ben, az apja életében, balesetben meghalt. Eleonóra királyné elérte azt, hogy II. János nem a házasságon kívüli fiát, György herceget (Jorge de Lencastre; 1481 – 1550) jelölte az utódjának (akiből Coimbra második hercege lett), hanem az unokaöccsét, Mánuel herceget. Így a király halálakor Mánuel lépett a trónra.
Mánuel uralkodása alatt Portugália tengeri nagyhatalom lett, gyarmatosításba kezdett, fellendült az ország gazdasági élete, a főváros, Lisszabon, pezsgő életű tengeri kikötővé vált. A király a jogi kérdéseknek is nagy figyelmet szentelt, kodifikáltatta a törvényeket.
A földrajzi felfedezéseket fémjelzi az, hogy
- Vasco da Gama (1468/1469 – 1524) – Afrika megkerülésével – 1498-ban elérte Indiát (később a harmadik indiai alkirály, és a hatodik indiai kormányzó volt), míg
- Pedro Álvares Cabral (1467? – 1520 körül) 1500-ban felfedezte Brazíliát, és portugál birtokba vette.

Rajtuk kívül a korszak kiváló portugál hajósai közé tartóztak:
- João Vaz Corte-Real (1420/1429 – 1496), és három fia: 
  - Gaspar Corte-Real (1450 körül – 1501 /tengeren eltűnt/),
  - Miguel Corte-Real (1450 körül – 1502 /ő is tengeren eltűnt/), és
  - Vasco Anes Corte-Real (1465? – 1537); valamint
- Tristão da Cunha (1460 körül – 1540 körül),
- António de Abreu (1480? – 1514?, avagy 1526 után?), és
- Nicolau Coelho (1460 körül – 1504 /tengeri viharban meghalt/).

Hajósok és hadvezérek is voltak a gyarmatosításban fontos szerephez jutó:
- Francisco de Almeida (1450 körül – 1510 /afrikai bennszülöttek ellen elesett/), az első indiai alkirály (és kormányzó),
- Afonso de Albuquerque (1450/1453 – 1515), a második indiai alkirály (és kormányzó),
- Lopo Soares de Albergaria (1442 körül – 1520 körül), a harmadik indiai kormányzó,
- Diogo Lopes de Sequeira (1465/1466 – 1530?), a negyedik indiai kormányzó,
- Duarte de Meneses (1488 előtt – 1539 után), az ötödik indiai kormányzó, és
- Francisco Serrão (? – 1521 /Ternate sziget szultánja megmérgezte?/) kapitány.

A portugálok indiai térnyerésében döntő szerepe volt annak, hogy 1509-ben a portugál flotta, Diu kikötőjében, Francisco de Almeida vezérletével, tönkreverte az egyesült egyiptomi és török flottát.
I. Mánuel 1509-ben, Sintrában, egyezményt kötött V. Katolikus Ferdinánd királlyal, országaik afrikai érdekeltségi (hódítási) övezeteinek az elhatárolásáról.
Azonban azt is meg kell említeni, ahogyan elődjétől, II. Jánostól kapott visszautasítás miatt Kolumbusz Kristóf (1451 – 1506) Kasztíliába távozott, úgy a Mánueltől kapott elutasítás miatt Ferdinand Magellan (1480-1521) spanyol lobogó alatt valósította meg a Föld első körülhajózását.
Az ország meggazdagodása a késő gótikus és korai reneszánsz, Mánuel stílusú építészet olyan remekműveinek a megalkotásában fejeződtek ki, mint a lisszaboni Belém-torony és Szent Jeromos-kolostor.
A király a Cortes, a portugál rendi-nemesi parlament nyomására, 1497-ben tíz hónapot adott arra, hogy a zsidók vagy elhagyják az országot, vagy keresztény hitre térjenek át (ami a muzulmánokra is vonatkozott). Az áttérteket – még színleges áttérés esetén is –, a király védelmébe vette, de az áttértek elleni támadásokat nem tudta mindig megakadályozni (1506, pogrom a zsidók ellen, Lisszabonban).
Mánuel 1521-ben, egy pestisjárvány utolsó áldozatai egyikeként halt meg.

## Családja, utódlása
I. Mánuelnek három felesége volt.
Az első feleség Aragóniai Izabella (1470 – 1498); akinek a szülei: V. Katolikus Ferdinánd (Aragóniai Ferdinánd) (1452 – 1516), II. Ferdinánd néven Aragónia, V. Ferdinánd néven Kasztília és León királya, valamint első felesége, I. Katolikus Izabella (1451 – 1504), Kasztília és León királynője (mindketten: Trastámara-ház). Egy gyermekük született:
- Mihály (1498 – 1500) infáns.

A király második felesége Aragóniai Mária (1482 – 1517), az első feleségének a húga volt. A házasságukból tíz gyermek született:
- III. Kegyes János (1502 – 1557) király, ő lett I. Mánuel utóda,
- Izabella (1503 – 1539), férje: I. (Habsburg) Károly (1500 – 1558), a spanyol és a dél-olasz királyságok, Kasztília, Aragónia, Nápoly, Szicília királya (lemondott), (V. Károly német-római császár), (Habsburg-ház),
- Beatrix (1504 – 1538), férje: III. Károly (1486 – 1553), Savoya hercege, (Savoyai-ház),
- Lajos (1506 – 1555), Beja ötödik hercege, 9º Condestável de Portugal,
- Ferdinánd (1507 – 1534), Guarda első hercege,
- Alfonz (1509 – 1540), kardinális, Lisszabon érseke,
- Mária (1511 – 1513),
- I. Kardinális Henrik (1512 – 1580) király, az utolsó uralkodó az Avis-házból,
- Eduárd (1515 – 1540), Guimarães negyedik hercege, és
- Antal (1516 – 1516).

I. Mánuel harmadik felesége Kasztíliai Eleonóra, más néven Habsburg Eleonóra (1498 – 1558) volt; az ő szülei: II. (Őrült) Johanna (Kasztíliai Johanna) (1479 – 1555), Kasztília és León királynője, – Mánuel első két feleségének testvére (Trastámara-ház) –, és a férje, I. (Szép) Fülöp (1478 – 1506), Kasztília és León Habsburg-házból származó királya. Két gyermekük született:
- Károly (1520 – 1521), és
- Mária (1521 – 1577), Viseu hatodik hercegnője (ő nem ment férjhez, habár egy darabig úgy volt, hogy V. Károly német-római császár fiához, a leendő II. Fülöphöz megy majd feleségül).

I. Mánuel azt tervezte, hogy a házassági kapcsolatok révén megszerzi a hispaniai (spanyol) királyságok trónját, hiszen elsőszülött fia, Mihály nemcsak Portugáliának, hanem Kasztíliának és Aragóniának is a trónörököse volt egyszerre, ami előrevetítette e három ország perszonálunióját, ha nem is teljes egyesítését; ez az elképzelése nem vált valóra, mert a fia kétévesen 1500-ban a nagyanyja, I. Izabella kasztíliai királynő karjaiban halt meg Granadában (sőt, az Avis-ház utolsó törvényes tagjának a halálakor, 1580-ban, II. Okos Fülöp (1527 – 1598) megszerezte a portugál trónt, aki bár I. Mánuel unokája volt, de már egy másik dinasztia tagja, és 1640-ig a spanyol Habsburgok uralták Portugáliát).

## Külső hivatkozások
- – 2015. április 18.
- – 2015. április 18.
- – 2015. április 18.
- – 2015. április 18.
- – 2015. április 18.
- – 2015. április 18.
- – 2015. április 18.
- – 2015. április 18.
- – 2015. április 18.